# Game (álbum de Perfume)
Game é o segundo álbum de estúdio do girl group japonês Perfume e o primeiro com material totalmente novo, ao contrário do álbum Perfume: Complete Best formado por um compilação de músicas anteriormente lançadas pelo grupo. Game foi lançado em 16 de abril de 2008 em duas versões: Edição regular (apenas CD) e limitada (CD e DVD). O álbum estreou em 1º lugar na Oricon, um feito que não era conquistado por um artista de technopop desde 1983, quando o grupo Yellow Magic Orchestra alcançou o a primeira posição na parada com o álbum Naughty Boys. De acordo com o Tokyograph, Perfume foi o segundo artista de technopop na história a alcançar essa posição.
Game vendeu um total de 467,203 cópias no Japão e foi certificado como Platina Dupla pela RIAJ. O álbum é o o trabalho com maior vendagem do grupo e também o trabalho produzido por Nakata Yasutaka mais vendido.

## Lista de faixas
| CD             |                                                                     |                 |                 |         |  |
| N.º            | Título                                                              | Letras          | Música          | Duração |  |
| 1.             | "Polyrhythm" (ポリリズム; Poririzumu)                               | Yasutaka Nakata | Yasutaka Nakata | 4:09    |  |
| 2.             | "Plastic smile"                                                     | Yasutaka Nakata | Yasutaka Nakata | 4:34    |  |
| 3.             | "Game"                                                              | Yasutaka Nakata | Yasutaka Nakata | 5:06    |  |
| 4.             | "Baby cruising Love"                                                | Yasutaka Nakata | Yasutaka Nakata | 4:41    |  |
| 5.             | "Chocolate Disco" (チョコレイト・ディスコ; Chokoreito Disuko)       | Yasutaka Nakata | Yasutaka Nakata | 3:46    |  |
| 6.             | "Macaroni" (マカロニ)                                               | Yasutaka Nakata | Yasutaka Nakata | 4:38    |  |
| 7.             | "Ceramic Girl" (セラミックガール; Seramikku Gaaru)                  | Yasutaka Nakata | Yasutaka Nakata | 4:33    |  |
| 8.             | "Take me Take me"                                                   | Yasutaka Nakata | Yasutaka Nakata | 5:27    |  |
| 9.             | "Secret Secret" (シークレットシークレット; Shiikuretto Shiikuretto) | Yasutaka Nakata | Yasutaka Nakata | 4:58    |  |
| 10.            | "Butterfly"                                                         | Yasutaka Nakata | Yasutaka Nakata | 5:43    |  |
| 11.            | "Twinkle Snow Powdery Snow"                                         | Yasutaka Nakata | Yasutaka Nakata | 3:49    |  |
| 12.            | "Puppy love"                                                        | Yasutaka Nakata | Yasutaka Nakata | 4:31    |  |
| Duração total: | Duração total:                                                      | Duração total:  | Duração total:  | 68:21   |  |

DVD
1. Polyrhythm (Ao vivo no Liquidroom em 08.11.07)
2. Seventh Heaven (Ao vivo no Liquidroom em 08.11.07)
3. Macaroni (Versão original)
4. Ceramic Girl (Drama Another Version)
5. Macaroni (Versão de A~chan)
6. Macaroni (Versão de Kashiyuka)
7. Macaroni (Versão de Nocchi)

## Vendas
| Ano   | Vendas  |
| ----- | ------- |
| 2008  | 391,439 |
| 2009  | 61,415  |
| 2010  | 10,486  |
| Total | 467,203 |